# Chelsea porcelain factory
Chelsea porcelain factory var en brittisk poslinsfabrik i Chelsea, London, verksam från omkring 1743-45 och nedlagd 1784.
Fabriken grundades av Everard Fawkener, efter vars död 1749 den såldes till N. Sprimont från Liège. Dene sålde den i sin tur till James Cox, som redan 1770 sålde den vidare till William Duesbury och J. Heath från Derby. Under den första tiden tillverkas frittporslin, men efter 1769 övergick man till fältspatporslin med benaska i porslinsmassan. Man hade en mångsidig produktion och kopierade mönster såväl från Kina som från Meissenfabriken och Sèvres.